# Nattages
Nattages est une ancienne commune française, située dans le département de l'Ain en région Auvergne-Rhône-Alpes. Le 1er janvier 2016, elle fusionne avec la commune de Parves pour former la commune nouvelle de Parves et Nattages.
Les habitants de Nattages s'appellent les Nattageois.

## Géographie
Commune située à 8 km à l'est de Belley, sur les bords du vieux Rhône. Elle est située dans la zone d'appellation AOC des vins du Bugey.
Nattages est composée d'un centre bourg, autour de l'église et du cimetière, et de hameaux ou lieux-dits :
1. Bel-Air
2. Boutz
3. Charmin
4. Chemillieu
5. Magnin
6. Marnix
7. Migieu
8. Le Montey
9. St-Didier

## Histoire
Vers 1600, Jean de La Marc rentre en possession de la seigneurie de la Faverge (au sud du territoire de Nattages).
Avant 1692, les registres paroissiaux du village furent communs avec ceux de Nattages puis le furent une nouvelle fois entre 1718 et 1739.
En 1792, les communes de Nattages, Parves et Chemillieu de Parves fusionnent sous le nom de commune Parves-Nattages mais Parves redevient une commune le 25 mai 1872.
Près de 150 ans plus tard, le 1er janvier 2016, les deux communes ne refont qu'une pour donner Parves-et-Nattages.

## Politique et administration

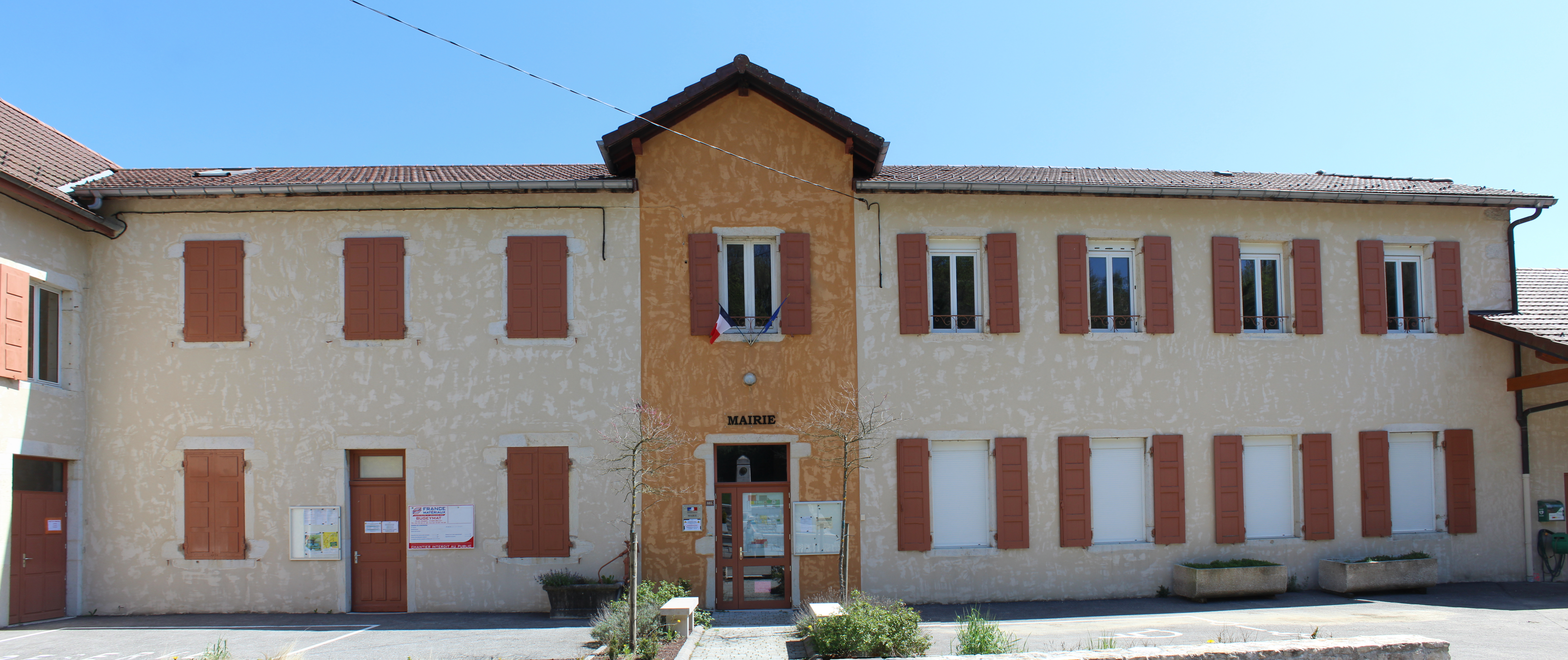
Mairie.

| Période                                  | Période       | Identité         | Étiquette | Qualité |
| ---------------------------------------- | ------------- | ---------------- | --------- | ------- |
| mars 2001                                | mars 2014     | Michel Ducellier |           |         |
| mars 2014                                | décembre 2015 | Claude Comet     |           |         |
| Les données manquantes sont à compléter. |               |                  |           |         |

| Période      | Période  | Identité     | Étiquette | Qualité |
| ------------ | -------- | ------------ | --------- | ------- |
| janvier 2016 | En cours | Claude Comet |           |         |

## Démographie
L'évolution du nombre d'habitants est connue à travers les recensements de la population effectués dans la commune depuis 1872. Pour les communes de moins de 10 000 habitants, une enquête de recensement portant sur toute la population est réalisée tous les cinq ans, les populations de référence des années intermédiaires étant quant à elles estimées par interpolation ou extrapolation. Pour la commune, le premier recensement exhaustif entrant dans le cadre du nouveau dispositif a été réalisé en 2004.
En 2018, la commune comptait 589 habitants, en évolution de +3,15 % par rapport à 2012 (Ain : +5,15 %, France hors Mayotte : +2,11 %).
| 1872 | 1876 | 1881 | 1886 | 1891 | 1896 | 1901 | 1906 | 1911 |
| ---- | ---- | ---- | ---- | ---- | ---- | ---- | ---- | ---- |
| 644  | 596  | 563  | 554  | 563  | 540  | 472  | 506  | 503  |

| 1921 | 1926 | 1931 | 1936 | 1946 | 1954 | 1962 | 1968 | 1975 |
| ---- | ---- | ---- | ---- | ---- | ---- | ---- | ---- | ---- |
| 393  | 390  | 351  | 336  | 322  | 300  | 266  | 232  | 231  |

| 1982 | 1990 | 1999 | 2004 | 2006 | 2009 | 2014 | 2018 | - |
| ---- | ---- | ---- | ---- | ---- | ---- | ---- | ---- | - |
| 266  | 322  | 393  | 485  | 528  | 559  | 566  | 589  | - |

## Culture locale et patrimoine

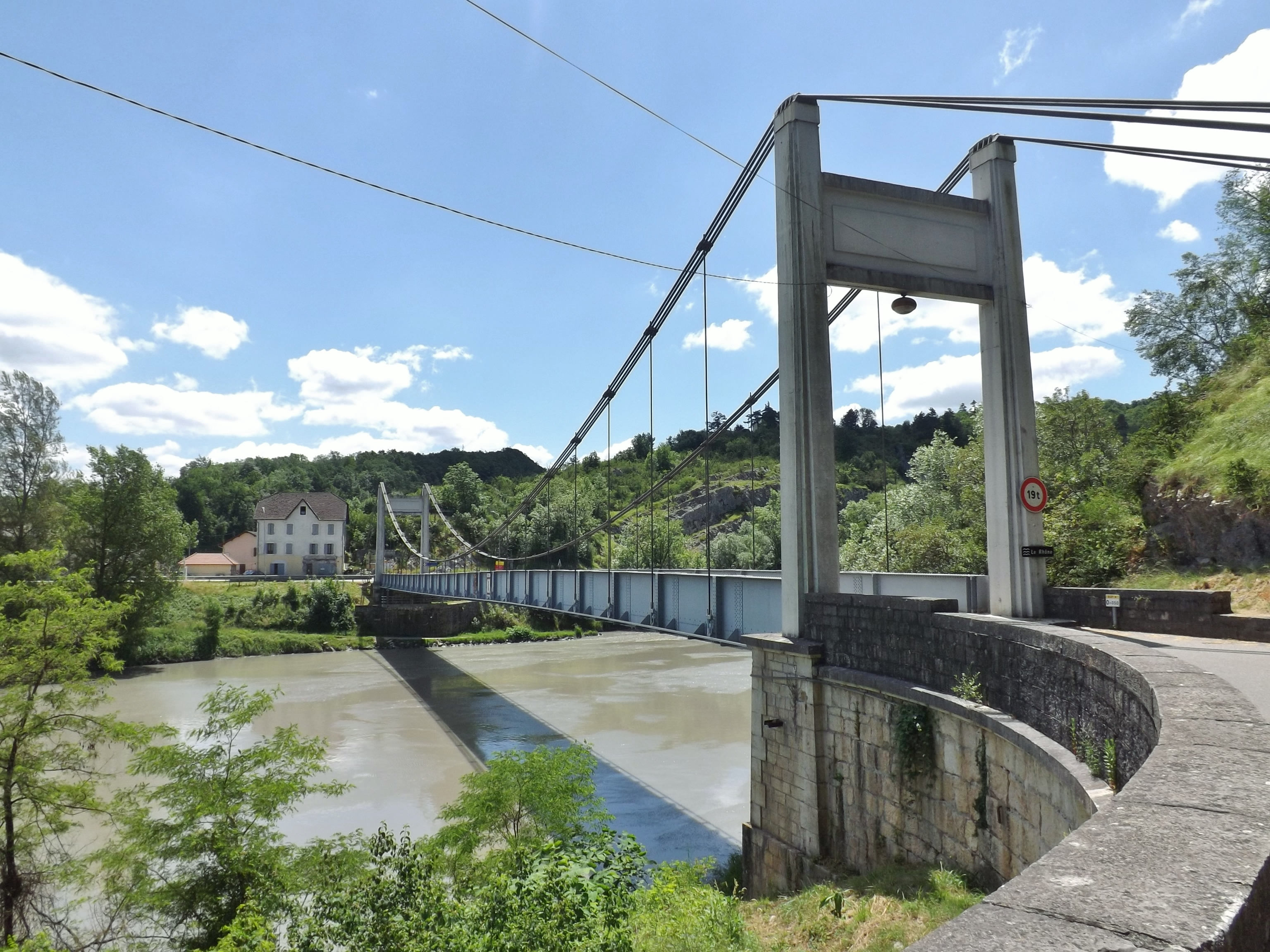
Pont suspendu de Yenne.

### Lieux et monuments
- Ruines du château de Montbel.
- Château de Marnix.
- Maison Hugonnier, possible ancien établissement templier.
- Église reconstruite au XVIIe siècle.
- Chapelle romane de Chemillieu.
- Présence de vestiges gallo-romains.
- Pont suspendu de Yenne.

### Zones naturelles protégées
- Le Haut-Rhône de la Chautagne aux chutes de Virignin, ZNIEFF de type I, Classée Zone de Protection Spéciale, Natura 2000
- La Falaise de Virignin, grottes de Pierre-Châtel

### Personnalités liées à la commune
- Robert Borrel, ancien député de la Haute-Savoie.